# Medalha Comemorativa da Expedição ao México
A Medalha Comemorativa da Expedição ao México (em francês:  Médaille commémorative de l'expédition du Mexique) foi uma medalha de campanha comemorativa francesa estabelecida por decreto do imperador francês Napoleão III em 29 de agosto de 1863 para reconhecer o serviço militar durante a intervenção francesa de 1862-1863 no México.

## História
A expedição mexicana foi realizada em 1862 por ordem do imperador Napoleão III, após uma disputa financeira com a República do México e o seu desejo pessoal de criar um império católico no continente para contrabalançar a influência dos Estados Unidos. Em 7 de janeiro de 1862, aproximadamente 3.000 soldados franceses desembarcaram em Vera Cruz. Os pequenos contingentes britânicos e espanhóis que originalmente faziam parte da aventura preferiram retirar-se rapidamente, deixando apenas as forças francesas auxiliadas por um pequeno número de tropas austríacas, belgas e turcas.
Estas forças, cujo número ascenderia mais tarde a aproximadamente 38 000 homens, foram sucessivamente colocadas sob o comando dos generais Charles de Lorencez, Élie Frédéric Forey e finalmente François Achille Bazaine. A campanha foi palco de algumas das batalhas mais notáveis da história militar francesa, como a gloriosa luta pela aldeia de Camarón onde, em 30 de abril de 1863, sessenta e dois legionários resistiram bravamente durante nove horas contra mais de dois mil mexicanos, permitindo a captura da cidade de Puebla em 17 de maio de 1863 e abrindo assim o caminho para o México. Na capital, uma assembleia de notáveis reconheceu a arquiduque Maximiliano de Habsburgo, irmão do imperador Francisco José da Áustria, como Imperador do México.
Porém, mesmo com o apoio de 20 mil mexicanos que abraçaram o novo imperador, as forças de Maximiliano foram hostilizadas no seu trabalho de pacificação pelas tropas do presidente Benito Juárez, que contavam com o apoio dos Estados Unidos. Em fevereiro de 1867, o imperador Napoleão III ordenou a repatriação de todas as tropas francesas restantes do México; os últimos elementos deixaram o porto de Vera Cruz em 12 de março de 1867. Um imperador Maximiliano abandonado, derrotado e capturado perto da cidade de Querétaro, foi executado por fuzilamento em junho daquele ano.

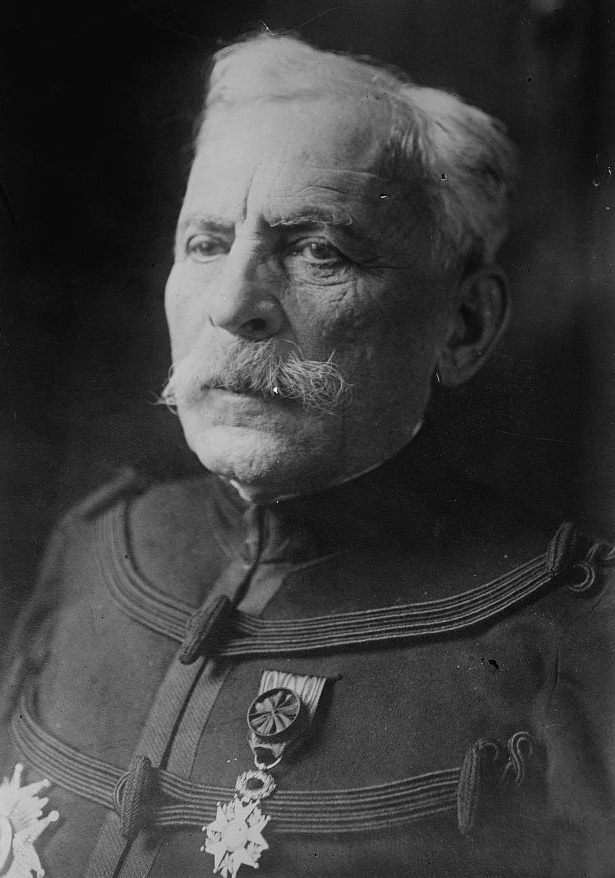
General Gustave Léon Niox, ganhador da Medalha Comemorativa da Expedição ao México.
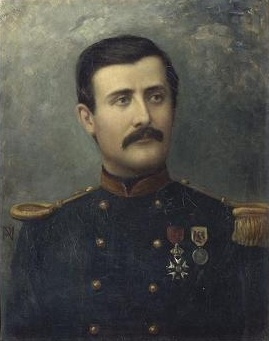
Major Napoleão Charles Bonaparte, ganhador da Medalha Comemorativa da Expedição ao México.
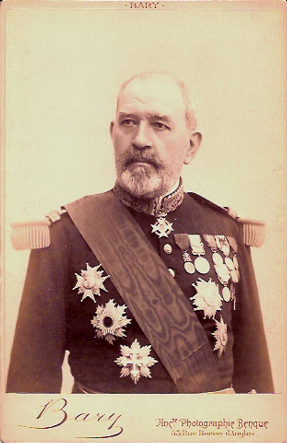
Almirante Henri Rieunier, ganhador da Medalha Comemorativa da Expedição ao México.

## Estatuto da condecoração
A Medalha Comemorativa da Expedição ao México foi concedida pelo imperador a todos os que participaram da Expedição ao México, mediante nomeação e aprovação do ministro ao qual estava vinculado o corpo ou serviço do potencial agraciado. A medalha deveria ser usada no peito esquerdo.
Não foi mencionado tempo mínimo de serviço no estatuto da premiação.
Um decreto posterior de 16 de abril de 1864 acrescentou a Medalha Comemorativa da Expedição ao México à lista de prêmios anteriores que poderiam ser revogados após uma condenação a uma pena fixa de prisão de um ano ou mais por um crime cometido pelo destinatário.

## Descrição da condecoração
A Medalha Comemorativa da Expedição ao México era uma medalha circular de prata com 30mm de diâmetro. Seu anverso trazia a efígie do perfil esquerdo do Imperador Napoleão III coroado com uma coroa de louros rodeada pela inscrição em relevo "NAPOLEÃO III / EMPEREUR" (em português:  Napoleão III / Imperador). Uma coroa de louros em relevo com 4mm de largura percorria toda a circunferência do anverso e do reverso da medalha.
No reverso, dentro da coroa de louros, a inscrição em relevo circular "* EXPEDITION DU MEXIQUE * 1862•1863" (em português:  * Expedição do México * 1862•1863) e duas pequenas estrelas de cinco pontas separando o texto das datas. Ao centro, a inscrição em relevo em cinco linhas das principais batalhas da campanha "CUMBRES / CERRO-BORREGO / SAN-LORENZO / PUEBLA / MEXICO".
A medalha pendia de uma fita moiré de seda branca com 36mm de largura e com listras vermelhas e verdes de 5mm dispostas em ângulo de 45 graus formando uma cruz, sobre a qual estava sobreposta uma águia negra, com as asas abertas e segurando uma cobra verde no bico e nas garras, desenho inspirado no brasão do México.

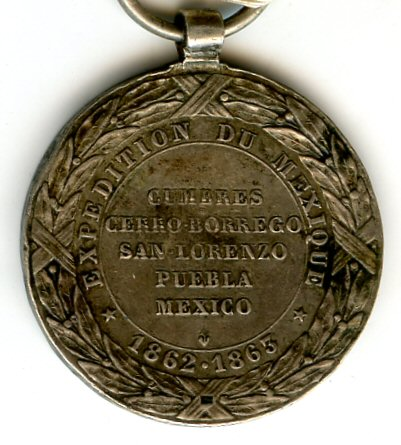
Reverso da medalha.
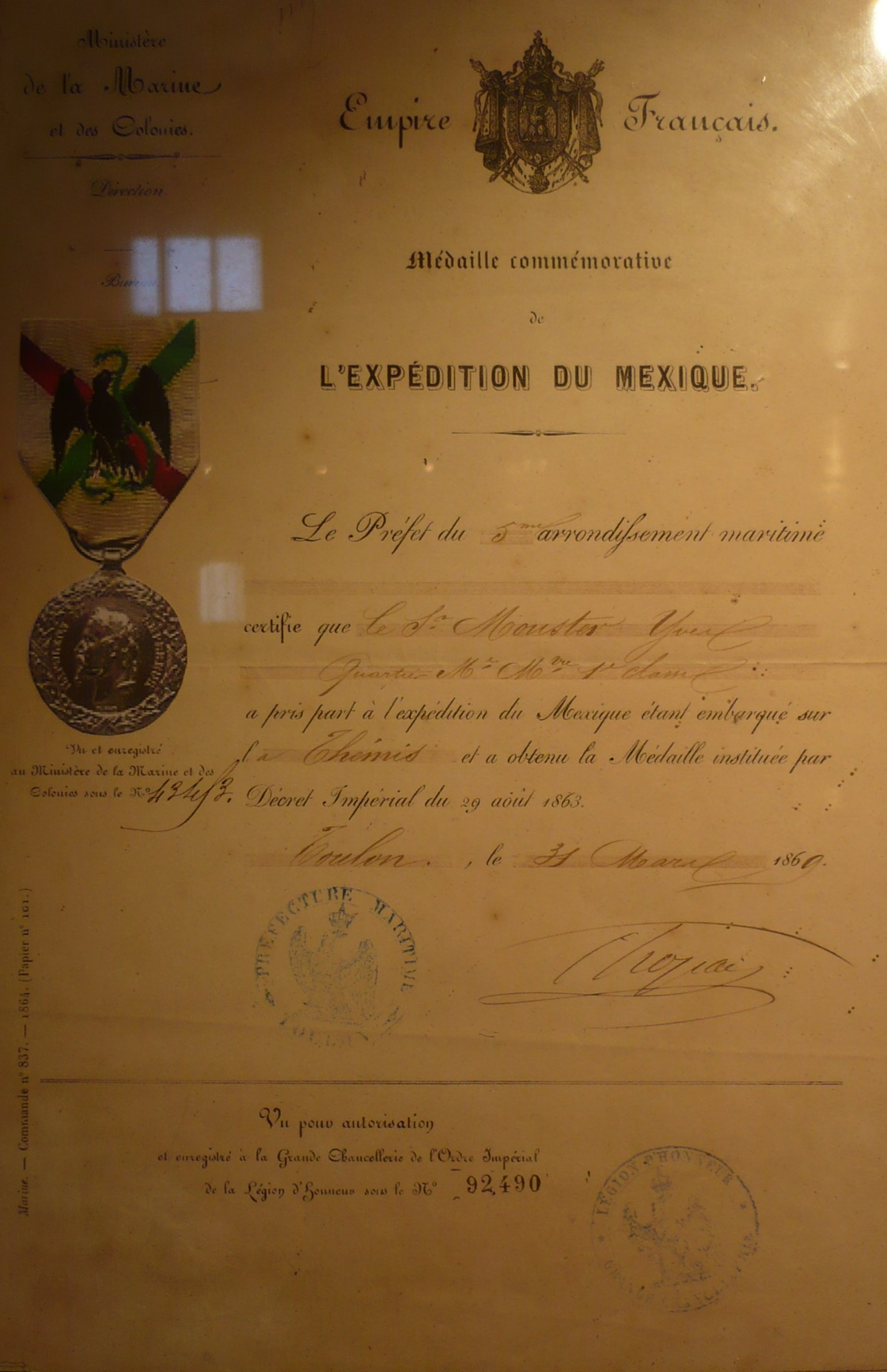
Certificado do prémio.
Brasão de armas do México.
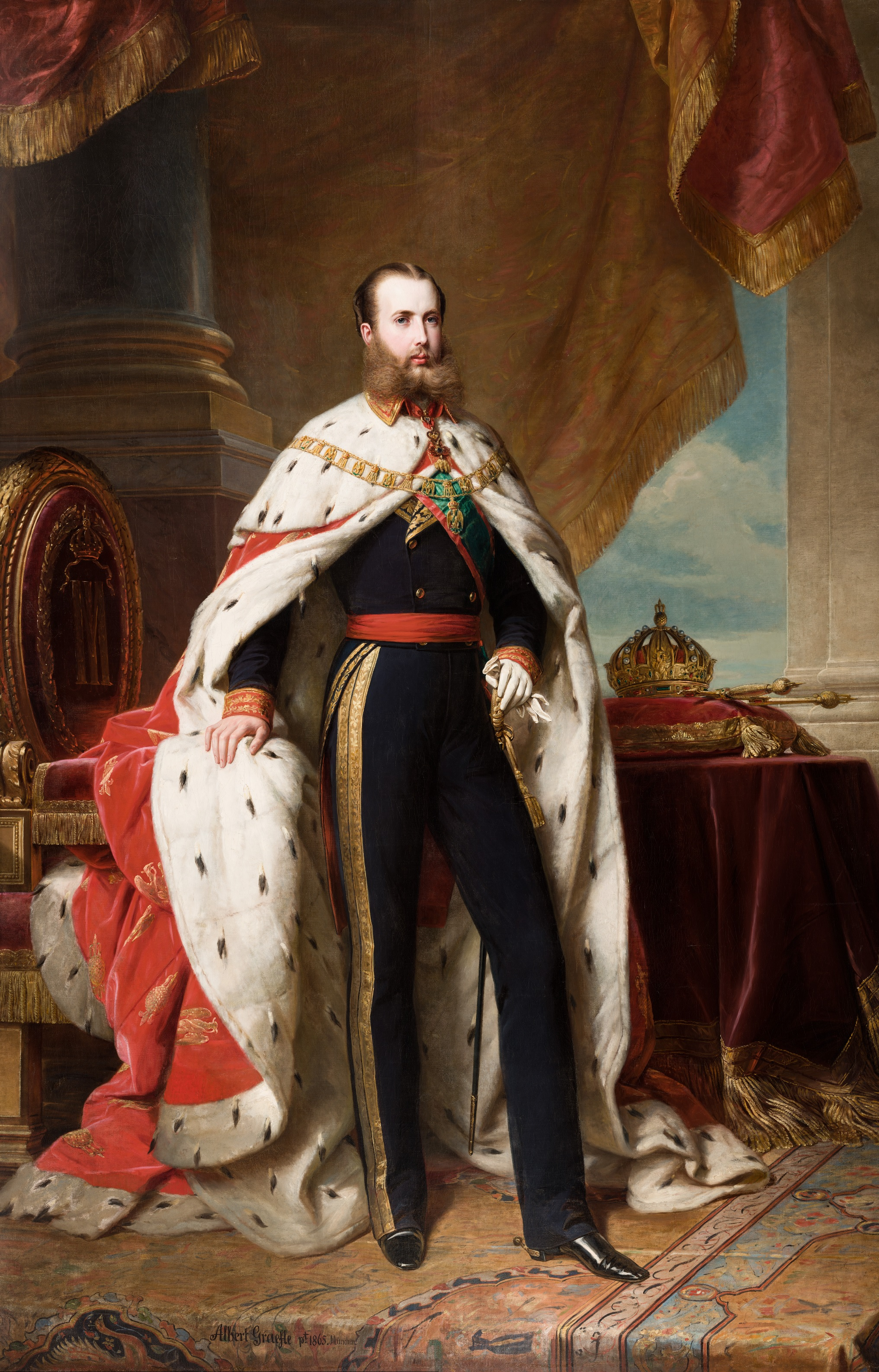
Imperador Maximiliano.
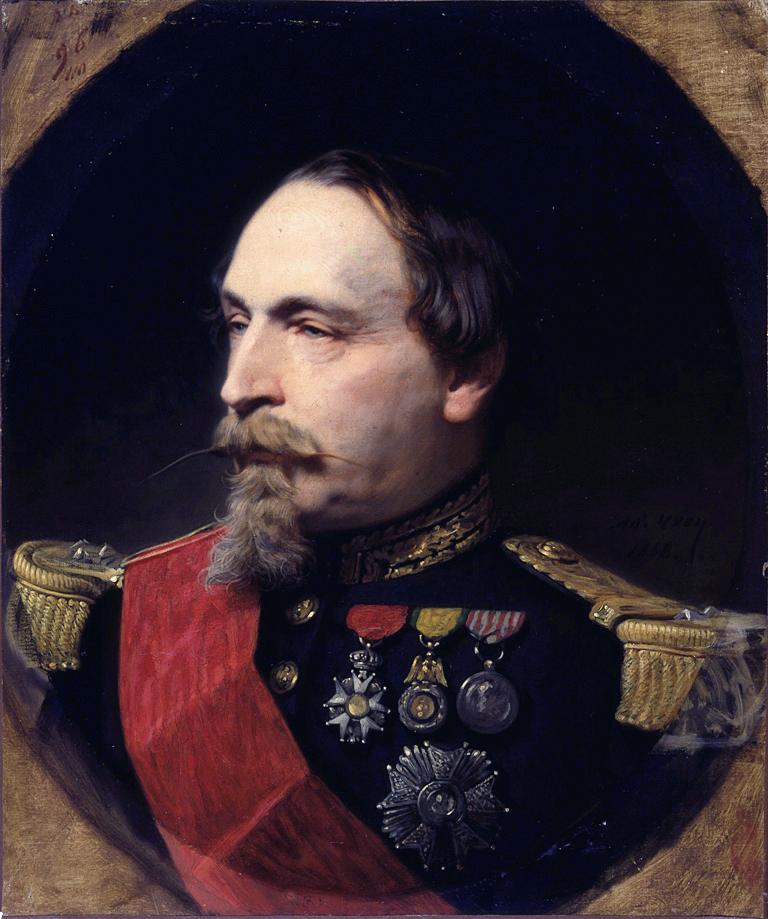
Imperador Napoleão III.

## Agraciados notáveis (lista parcial)
- Marechal da França Élie Frédéric Forey
- General Pierre Émile Arnaud Édouard de Colbert-Chabannais
- General Gustave Léon Niox
- General Jean François Jules Herbé
- General Armand Alexandre de Castagny
- General Philippe Marie André Roussel de Courcy
- General Augusto Mercier
- General Édouard Aymard
- Almirante Henri Rieunier
- Contra-almirante Benjamin Jaurès
- Coronel Charles Nicolas Friant
- Coronel Charles Paul Narcisse Moreau
- Capitão da Marinha Henri Rivière
- Major Napoleão Carlos Bonaparte, 5º Príncipe de Canino
- General otomano Vitalis Pacha